# 韓延之
韓 延之（かん えんし、生没年不詳）は、東晋から北魏にかけての官僚・軍人。字は顕宗。本貫は南陽郡堵陽県。

## 経歴
魏の司徒の韓曁の末裔にあたる。東晋の安帝のとき、建威将軍・荊州治中となり、平西府録事参軍に転じた。義熙11年（415年）、劉裕が司馬休之を討つにあたって、劉裕は延之のもとにひそかに信書を送って招こうとしたが、延之は激越な言葉で罵って断り、司馬休之に従った。司馬休之が敗れると、延之はともに後秦に亡命した。泰常2年（417年）、司馬文思らとともに北魏に帰順した。延之は虎牢鎮将となり、魯陽侯の爵位を受けた。再び洛陽に都が置かれる日の来ることを予見して、死後は柏谷塢に北向きに葬るよう遺言した。死去すると、遺言に従って魯宗之の墓のそばに葬られた。

## 妻子

### 妻
- 羅氏（前妻、韓措を生んだ）
- 拓跋氏（後妻、淮南王拓跋他の娘、韓道仁を生んだ[1]）

### 子
- 韓措（父に従って北魏に入った、正嫡を弟の韓道仁に譲った）
- 韓道仁（嫡子、魯陽侯の爵位を嗣ぎ、殿中尚書、西平公に進んだ）

## 伝記資料
- 『晋書』巻37 列伝第7
- 『魏書』巻38 列伝第26
- 『北史』巻27 列伝第15